# Adagum
|  | No s'ha de confondre amb Riu Adagum. |

Adagum - Адагум (rus) és un khútor del krai de Krasnodar, a Rússia. Es troba a la vora esquerra del riu Adagum (on rep les aigües del Psebeps i del Khobza), afluent per l'esquerra del riu Kuban. És a 30 km al nord-oest de Krimsk i a 99 km a l'oest de Krasnodar.
Pertanyen a aquest khútor els khútors d'Akkermenka, Kubànskaia Kolonka, Novomikhàilovski, Nepil i Proletarski; els pobles de Barantsóvskoie i Novopokróvskoie i el possiólok de Neftepromislovi.

## Divisions
- Akkermenka - Аккерменка (rus). Es troba prop de la confluència dels rius Psebeps i Khobza, tributaris del riu Adagum, afluent per l'esquerra del Kuban. És a 27 km al nord-oest de Krimsk i a 102 km a l'oest de Krasnodar. Pertany al khútor d'Adagum.
- Barantsóvskoie - Баранцовское (rus). Es troba a la vora dreta del Psebeps, tributari del riu Adagum. És a 30 km al nord-oest de Krimsk i a 103 km a l'oest de Krasnodar. Pertany al khútor d'Adagum.
- Kubànskaia Kolonka - Кубанская Колонка (rus). Es troba a la vora dreta del riu Psebeps, prop de la seva confluència amb el riu Adagum, afluent per l'esquerra del Kuban. És a 30 km al nord-oest de Krimsk i a 103 km a l'oest de Krasnodar.
- Novomikhàilovski - Новомихайловский (rus). Es troba a la vora del riu Khobza, tributari de l'Adagum. És a 27 km al nord-oest de Krimsk i a 101 km a l'oest de Krasnodar.
- Novopokróvskoie' - Новопокровское (rus). Es troba a la vora dreta del Psebeps, tributari del riu Adagum. És a 30 km al nord-oest de Krimsk i a 103 km a l'oest de Krasnodar.
- Nepil o Nepill - Непиль (rus). Es troba a la vora del riu Nepil, tributari de l'Adagum. És a 24 km al nord-oest de Krimsk i a 98 km a l'oest de Krasnodar.
- Neftepromislovi - Нефтепромысловый (rus) és un possiólok del krai de Krasnodar, a Rússia. Es troba a la vora del riu Khobza, tributari de l'Adagum. És a 27 km al nord-oest de Krimsk i a 101 km a l'oest de Krasnodar.
- Proletarski - Пролетарский (rus) - és un khútor del krai de Krasnodar, a Rússia. Es troba a la vora d'un petit afluent del riu Nepil, tributari de l'Adagum. És a 23 km al nord-oest de Krimsk i a 97 km a l'oest de Krasnodar.